# 竹内啓一
竹内 啓一（たけうち けいいち、1932年12月7日 - 2005年6月25日）は、日本の地理学者。一橋大学名誉教授。専門は人文地理学、社会経済地理学。おもな研究テーマは地中海地域研究、地理思想史。日本地理学会会長、経済地理学会会長等を歴任。

## 経歴
出生から修学期
1932年、神奈川県高座郡茅ヶ崎町（現・茅ヶ崎市）で生まれた。地元の国民学校を終えた後、父が小松製作所に再入社したため、一時石川県小松市に移り住んだ。旧制石川県立小松中学校から新制石川県立小松高等学校への移行期を小松で迎えたが、高校の途中で茅ヶ崎に戻った。神奈川県立湘南高等学校に転学し、卒業。
1951年、東京大学理科二類に入学。当初は医学に関心を持っていたが、理学部地理学科に進学し、人文地理学を学んだ。ソビエト連邦への関心から、関連文献を読むため本格的にロシア語を学び始めた。1956年に卒業し、同大学大学院に進学。当時の指導教官は小堀巌であった。学部在学時に中学校一級（現中学校1種免許状）、高等学校二級（高等学校1級免許状）の教育職員免許状を取得しており、修士課程在学中に東京都立豊多摩高等学校で時間講師も務めた。この頃、東側陣営で留学が困難であったソ連への渡航を断念し、イタリア留学を目指して伊語を学び始めた。修士論文のテーマはソ連の乾燥地域の地誌であった。1959年に修士課程を修了し、博士課程に進学。
イタリア滞在時代
1959年秋、イタリア政府給費留学生としてイタリアに渡り、ミラノ大学文学部で学んだ。当初予定された一年足らずの留学期間が終わった後も現地に留まり、イタリア中亜極東研究所に勤務。1962年、当時の財団法人国際文化振興会（後の国際交流基金）に現地採用された。これは「ローマ日本文化会館」の立ち上げ時期に当たっていた。1964年、国際地理学会議ロンドン大会で、石田龍次郎から一橋大学への就職を打診された。その後、1965年までローマ日本文化会館に勤務し、帰国。
一橋大学勤務時代
1966年、一橋大学社会学部専任講師に着任。1967年に助教授、1974年に教授昇進。1983年から1985年まで社会学部長も務めた。1973年、同僚の中村喜和や渡辺金一とともに一橋大学地中海研究会を創設し、幅広く研究を進めた。
1988年から3年間、外務省に出向し、在イタリア日本大使館文化担当公使としてローマ日本文化会館館長を務めた。1991年に一橋大学に復職。1994年に一橋大学を定年退職し、名誉教授となった。その後は同年4月より駒澤大学文学部教授として教鞭をとり、2003年の定年まで務めた。
客員研究員として海外の大学で教育や研究にあたることも多く、アイルランド国立大学ゴールウェイ校、ボッコーニ商科大学、インドネシア大学、パリ第7大学、東北師範大学、シェフィールド大学で研究や教育に当たった。現地調査や研究集会のために海外へ出かける機会も多かった。
学界では大学紛争期のまっただ中であった時期（1969年～1971年）に経済地理学会の実務上の責任者である代表幹事を務めるなど、実務面での手腕も優れた手腕を発揮した。特に、駒澤大学へ移ってからは、日本地理学会会長（1994年～1996年）、経済地理学会会長（1994年～2000年）、日本島嶼学会会長（2002年～2005年の死去時まで）を務めた。
2005年6月25日に死去。墓所は多磨霊園。

## 研究内容・業績
専門は人文地理学。豊かな語学力を活かして書評や翻訳などを通して特にヨーロッパの研究潮流を日本の学界に伝えるとともに、日本の地理学の歴史や研究動向を海外に対しても紹介し続けた。英独仏伊露の各国語に通じていたことから、地質学者・小林貞一によるロシア語文献解読の手伝いもしている。
地理教育
中等教育との関係では、岩波ジュニア新書の『世界各国地理』を執筆したほか、1972年以降、中等教育における地理教科書の編集に長く関わり、日本書籍の中学社会科教科書の地理分野の執筆には2003年まで、教育出版の高等学校地理教科書の編集には死去するまでたずさわっていた。
指導学生
指導学生には下記がいる。
- 水岡不二雄(一橋大学名誉教授)[6]
- 山本健兒(九州大学名誉教授)
- 熊谷圭知(お茶の水女子大学教授)[7]
- 上田元(一橋大教授)[8]
- 香月洋一郎(元神奈川大学日本常民文化研究所長)[9]

## 家族・親族
- 父：竹内強一郎(1894年～1989年)は、工学者。電気工学が専門で、横浜高等工業学校(横浜国立大学の前身の一つ)教授を務めた[10]。
- 祖父：竹内明太郎(強一郎の父,1860年～1928年)は、土佐藩出身で、高名な曾祖父・竹内綱(明太郎の父)とともに自由民権運動に関わったあと、実業家として成功。政治家としても活躍した[11]
- 親族：吉田茂は綱の庶子で明太郎の異母末弟。したがって、啓一は吉田の従孫（甥の息子）に当たる。そのため元首相の麻生太郎ははとこに当たる[要出典]）。
- 夫人：留学中に知り合ったイタリア人の夫人との間に二女をもうけた[1]。

## 著作

### 単著
- 『世界各国地理：データブック』岩波ジュニア新書 1987[12]
  - 再版 2004年[13]
- 『とぽろうぐ：地理学雑記帖』古今書院 1993[14]
- 『地域問題の形成と展開：南イタリア研究』大明堂 1998[15]
- 『伝統と革新：私が読んだ99の地理学』古今書院 2003[16]
- 『Modern Japanese Geography: An Intellectual History』古今書院 2003[17]

### 訳書
- 『現代地理学の論理: その学説史的展望』ポール・クラヴァル著、大明堂 1975[18]
- 『都市と社会的不平等』ダヴィド・ハーヴェイ著、松本正美共訳、日本ブリタニカ 1980
- 『不平等の地理学: みどりこきはいずこ』D.M.スミス著、監訳、古今書院 1985[19]
- 『メディア空間文化論：メディアと大衆文化の地理学』ジャクリン・バージェス、ジョン・R・ゴールド著、監訳、古今書院 1992[20]
- 『場所をめぐる問題：人文地理学の再構築のために』ロン・J・ジョンストン著、監訳、古今書院 2002[21]